# Jacques Chaban-Delmas

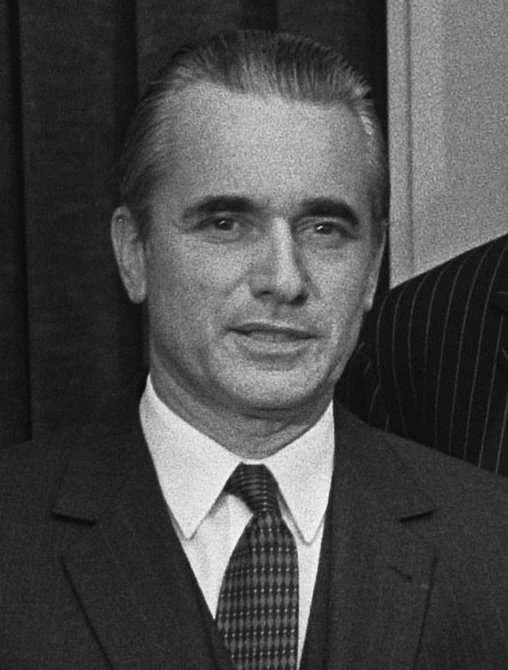
Jacques Chaban-Delmas (1969)

Jacques Chaban-Delmas (eigentlich Jacques Michel Pierre Delmas; * 7. März 1915 in Paris; † 10. November 2000 ebenda) war ein französischer gaullistischer Politiker (RPF, UNR, UDR, RPR). Er war von 1969 bis 1972 Premierminister Frankreichs sowie mehrmals Präsident der Nationalversammlung (1958–1969, 1978–1981 und 1986–1988). Außerdem war er von 1947 bis 1995 Bürgermeister von Bordeaux.

## Herkunft und Ausbildung
Jacques Delmas entstammte einer bürgerlichen Familie, sein Vater war Ingenieur beim Automobilhersteller Delahaye, seine Mutter Musiklehrerin. Er besuchte das Lycée Lakanal im Pariser Vorort Sceaux, wo er seine Leidenschaft für Rugby Union entwickelte. Er studierte an der Universität von Paris und der École libre des sciences politiques (Sciences Po), schloss mit einer Licence in Jura sowie jeweils einem DES in Politischer Ökonomie und Öffentlichem Recht ab. Nach seinem Studium absolvierte er die Offiziersausbildung an der Militärschule Saint-Cyr, die er als Jahrgangsbester abschloss.

## Résistancekämpfer im Zweiten Weltkrieg

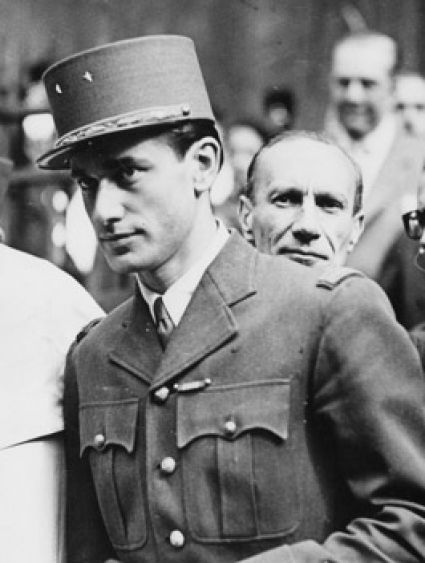
Brigadegeneral Chaban-Delmas im Jahr 1944

Als Unterleutnant wurde er nach Ausbruch des Zweiten Weltkriegs in einer Festung in den Alpen eingesetzt. Nach dem Waffenstillstand im Juni 1940 schloss er sich der Résistance an, innerhalb der er zum Netzwerk Hector und später zur Organisation civile et militaire (OCM) gehörte. Ab 1941 arbeitete er im Ministerium für Industrieproduktion des Vichy-Regimes und wurde zwei Jahre später in den exklusiven Kader der Finanzinspektoren aufgenommen. Zugleich fungierte er unter dem Decknamen „Chaban“ (benannt nach Schloss Chabans) als Verbindungsmann zum Comité français de la libération nationale (CFLN) unter Charles de Gaulle in Algier.
Ab dem Spätsommer 1943 gehörte er zur militärischen Delegation des CFLN in Frankreich, ab Februar 1944 zum Finanzkomitee der Résistance. General de Gaulle ernannte Chaban-Delmas im Mai 1944 zum nationalen Militärdelegierten, d. h. zum obersten Leiter der militärischen Widerstandsaktionen des CFLN. Einen Monat später beförderte de Gaulle den 29-jährigen Leutnant zum Brigadegeneral der Französischen Befreiungsarmee. Im August 1944 zog er nach einwöchigem Kampf bei der Befreiung von Paris mit in die Stadt ein. Ab November desselben Jahres gehörte er dem Stab des Kriegsministers in der provisorischen Regierung, André Diethelm, an. Er wurde als Compagnon de la Libération ausgezeichnet.

## Politische Karriere
Nach dem Krieg wurde er im August 1945 Generalsekretär des Informationsministeriums unter Jacques Soustelle und später André Malraux. Unzufrieden mit der Politik des nun für Information zuständigen Staatssekretärs Gaston Defferre (SFIO) schied er im März 1946 aus dem Ministerium aus. Als Gaullist der ersten Stunde lehnte er auch die neue Verfassung der Vierten Republik ab. Bei der Parlamentswahl im November 1946 trat Chaban-Delmas aus pragmatischen Gründen für die Parti radical an (eine gaullistische Partei gab es noch nicht) und wurde als Abgeordneter des Départements Gironde (in dem Bordeaux liegt) in die Nationalversammlung gewählt. Im Jahr darauf war er Gründungsmitglied von de Gaulles Rassemblement du peuple français (RPF).
Von 1947 bis 1995 – fast ein halbes Jahrhundert – war Chaban-Delmas Bürgermeister von Bordeaux. In dieser Funktion setzte er 1955 den Abriss des Armenviertels Mériadeck und die radikale Neugestaltung dieses Stadtteils in den 1970er-Jahren durch. Parallel war er bis 1997 Abgeordneter der Gironde in der Nationalversammlung (mit Unterbrechungen, wenn er ein Regierungsamt innehatte). 
Nach dem vorübergehenden Rückzug de Gaulles aus der Politik und der Auflösung des RPF gehörte er der Fraktion Républicains sociaux der verbliebenen Gaullisten an. Von Juni 1954 bis Februar 1955 amtierte Chaban-Delmas als Minister für öffentliche Arbeiten, Verkehr und Tourismus in der Regierung von Pierre Mendès France. Im Kabinett des Sozialisten Guy Mollet war er von Februar 1956 bis Mai 1957 einer der Staatsminister (Ministre d’État). In der Regierung Félix Gaillard (6. November 1957 bis 15. April 1958) war er Verteidigungsminister.
Nach Gründung der Fünften Republik wurde Chaban-Delmas im November 1958 für die neue gaullistische Partei Union pour la Nouvelle République (UNR) erneut in die Nationalversammlung gewählt, deren Präsident er – gegen den Willen de Gaulles – wurde. Dieses Amt behielt er in vier aufeinanderfolgenden Legislaturperioden bis 1969. Die gaullistische Partei benannte sich nach den Maiunruhen 1968 in Union des démocrates pour la République (UDR) um. Nach der Wahl von Georges Pompidou zum Präsidenten ernannte dieser Chaban-Delmas am 20. Juni 1969 zum französischen Premierminister. Seiner Regierung gehörten Minister der UDR, der liberal-konservativen Républicains indépendants (RI) und des christdemokratischen Centre démocratie et progrès (CDP) an. Sie konnte sich auf eine Zwei-Drittel-Mehrheit im Parlament stützen.
Chaban-Delmas verfolgte unter dem Schlagwort Nouvelle société („neue Gesellschaft“) ein umfassendes gesellschaftspolitisches Reformprogramm. Dazu gehörten eine Erhöhung der Bildungsausgaben, Autonomie für Universitäten und die öffentlich-rechtliche Rundfunkanstalt ORTF, Modernisierung und Dezentralisierung der Verwaltung und Dialog mit den Gewerkschaften. Die bislang geltende „väterliche Gewalt“ wurde 1970 durch ein gemeinsames Sorgerecht beider Elternteile ersetzt. Während seiner Amtszeit wurde der bisherige Mindestlohn (SMIG) durch das Salaire minimum interprofessionnel de croissance (SMIC; „wachstumsorientierter berufsgruppenübergreifender Mindestlohn“) ersetzt. Chaban-Delmas ließ sich wirtschafts- und sozialpolitisch vom christlichen Gewerkschafter Jacques Delors beraten, der ein Gesetz für berufliche Weiterbildung mit einem Recht auf bezahlten Bildungsurlaub initiierte. Einigen UDR-Abgeordneten gingen Chaban-Delmas’ Reformprojekte zu weit, sie befürchteten, konservative Wähler zu verlieren. Zudem kam es wiederholt zu Konflikten zwischen dem Regierungschef und Staatspräsident Pompidou, der nicht nur seinen Vorrang in der Außen- und Verteidigungspolitik beanspruchte, sondern sich auch in wirtschafts- und kulturpolitischen Fragen einmischte. Am 5. Juli 1972 trat Chaban-Delmas schließlich zurück und Pompidou ernannte Pierre Messmer zum neuen Premierminister.
Nach dem Tode Pompidous 1974 trat Chaban-Delmas als Kandidat der UDR bei der vorgezogenen Präsidentschaftswahl an. Obwohl er zunächst als Favorit galt, schied er mit 15,11 Prozent der Stimmen als Drittplatzierter im ersten Wahlgang aus. François Mitterrand (PS) und Valéry Giscard d’Estaing (RI) kamen in die Stichwahl, die letzterer gewann. Auch einige Mitglieder der eigenen Partei, darunter Jacques Chirac, hatten sich gegen Chaban-Delmas und für Giscard ausgesprochen. Dennoch trat Chaban-Delmas 1976 der von Chirac in Nachfolge der UDR neu organisierten Partei Rassemblement pour la République (RPR) bei. 1978 bis 1981 gelang ihm die Rückkehr in das Amt des Präsidenten der Nationalversammlung, ebenso 1986 bis 1988.
Darüber hinaus bekleidete er noch weitere politische Ämter auf kommunaler, regionaler, nationaler und europäischer Ebene. Von 1957 bis 1960 war er der erste Präsident der Ständigen Konferenz der Gemeinden und Regionen, der Vorgängerorganisation des Kongresses der Gemeinden und Regionen des Europarates. Als seine Regierung 1972 die établissements publics régionaux (EPR) einführte, Vorläufer der Regionalräte, wurde Chaban-Delmas selbst Präsident des EPR von Aquitanien. Dieses Amt behielt er bis 1979, als die Sozialisten die Mehrheit im Regionalrat gewannen. Chaban-Delmas wurde als unabhängiger Kopf und ausgleichender Faktor in der französischen Innenpolitik charakterisiert, während er in der Außenpolitik entschieden nationale Interessen Frankreichs im europäischen Einigungsprozess vertrat.

## Sport
Als junger Mann spielte Chaban-Delmas Rugby Union (Fünfzehner-Rugby) bei CASG Paris und CA Bordeaux-Bègles Gironde, wo er die Position eines Linken Außendreiviertel einnahm. Im April 1945 spielte Chaban-Delmas für eine französische Nationalauswahl in Richmond gegen das britische Team.
In den 1950er- und 60er-Jahren spielte er auf hohem Niveau Tennis im Racing Club de France. Im Doppel mit dem Veteranen Henri Pellizza trat er im Mai 1968 in der ersten Runde der French Open an.
Das Rugbystadion in Bordeaux trägt seit 2001 den Namen Stade Jacques-Chaban-Delmas. Auch die 2013 fertiggestellte Hubbrücke Pont Jacques Chaban-Delmas in Bordeaux wurde nach ihm benannt.